# Hesleden
Hesleden est un village du comté de Durham, en Angleterre.

## Personnalité lié à la commune
- Colin Bell, footballeur professionnel, est né à Hesleden en 1946.
- Courtney Hadwin, chanteuse